# بربوط

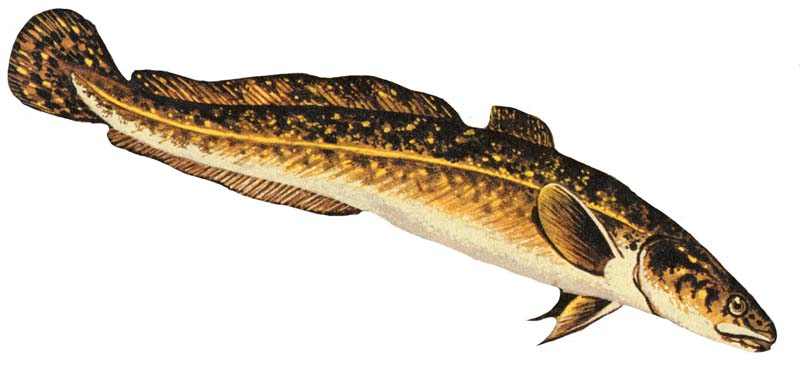
البربوط، لوتا لوتا

البربوط سمك من شعبة جودي فورم (gadiform) (تشبه سمك القد) المياه العذبة (freshwater). كما يعرف أيضًا باسم ماريا والمحامي وبوت الإنكليس (eelpout) (على نحو مضلل)، وتعتبر سمكة البربوط قريبة من اللنغ الشائع (common ling) والكوسك (cusk) البحري. كما يعتبر العضو الوحيد من فصيلة لوتا (Lota).

## أصل الكلمة
يشتق اسم البربوط من الكلمة اللاتينية «باربا»، تعني ذقن، تُشير إلى شعرة ذقن واحدة أو زائدة (barbel). يسمى الجنس والنوع باسم «لوتا» الذي يشتق منالفرنسية القديمة باسم «لوتيا» (lotte)، وهي سمكة تسمى أيضًا باسم «باربوط» في هذه اللغة. كما تم استخدام الكلمة إنوكتيتوتإنوبياكا (Inuktitut–Iñupiaq) لتسمية الأنواع الانتقالية المنقرضة التي تم اكتشافها حديثًا تيكتاليك (Tiktaalik).

## الوصف
كنوع يتوسط سمك السلور والانكليس، يتميز البربوط بجسم يشبه الأفعى، إلا أنه يسهل تمييزه بوجود زائدة مفردة على الذقن. الجسم ممتد ومضغوط بشكل عرضي وبرأس مفلطحة وأنبوب واحد يشبه الإسقاط لكل فتحة أنف. ويتميز البربوط بفم عريض، وفك علوى وسفلي يتكون من العديد من الأسنان الصغيرة. كما يتميز البربوط بوجود اثنين من الزعانف الظهرية: (dorsal fins) الأولى منخفضة وقصيرة والثانية أكبر طولًا. وتتميز أيضًا بوجود زعنفة بطنية (anal fin) في نفس مستوى طول الزعنفة الظهرية. تظهر الزعنفة الذيلة بشكل مستدير والزعانف الصدرية تتخذ شكل المروحة، والزعانف الحوضية ضيقة ومزودة بزعنفة ثانية ممتدة. يدل امتلاك البربوط للزعانف الصغيرة المناسبة لحجم الجسم على نمط حياة القاعيات (benthos) بقدرة قليلة على تحمل السباحة، مع عدم القدرة على الوقوف بقوة ضد تيارات المياه. كما تظهر الحراشيف المستديرة أو الدويرية (cycloid scales) صغيرة جدًا ويصعب التعرف على عمرها بدقة ويصعب أيضًا التحكم فيها. وعادة ما يتم الخلط بينها وبين أقاربها من سمك «اللينغ القد» (ling cod) الذي يقطن في المحيط.

## التوزيع الجغرافي
يتوزع البربوط حول القطبين فوق 40 درجة شمال خط العرض. كما ينتشر السكان بداية من الجزر البريطانية إلى الجنوب عبر أوروبا وآسيا حتى مضيق بيرنغ. وفي ناحية أمريكا الشمالية، يجوب البربوط إلى الجنوب بداية من جزيرة سيوارد في ألسكا وصولًا إلى برونزيك الجديدة على طول الساحل الأطلنطي. وينتشر البربوط في الجداول المائية والبحيرات الموجودة في أمريكا الشمالية وأوروبا. حيث ينتشر بوضوح في بحيرة إيري إلا أنه يتم العثور عليه أيضًا في البحيرات العظمى. تُظهر تحاليل جينية حديثة أن النمط الجغرافي للبربوط قد يشير إلى وجود العديد من الأنواع أو الأنواع الفرعية، الأمر الذي يجعل هذا النوعي التصنيفي محيرًا بعض الشيء.

### المملكة المتحدة
في بريطانيا، يعتبر البربوط سمكًا مستأصلا (extirpated) ويُعتقد أنه لا توجد عمليات صيد موثقة لهذه الأنواع منذ السبعينات.  إذا لم يتمكن البربوط من البقاء في "المملكة المتحدة"، فإنه يبدو أن مقاطعات مثل "كامبريدشير" ويوركشاير" (على وجه الخصوص في نهر ديروينت (River Derwent) أو (River Ouse) نهر أوسي أماكن مرشحة بقوة باعتبارها مناطق لا تزال تعيش فيها أسماك البربوط حتى الآن . وقد كانت هناك خطط لإعادة إنتاج فرع المياه العذبة من عائلة أسماك القد مرة أخرى في المياه البريطانية إلا أن هذه الخطط لم تحقق بعد.

## علم البيئة

### الموطن
يعيش البربوط في أنهار وبحيرات وخزانات كبيرة وباردة. كما يفضل في مراحله الأولى العيش في المياه العذبة، إلا أنه قادر على العيش في بيئات مالحة (brackish) أثناء فترة وضع البيض. وأثناء فصل الصيف، يتم العثور على هذه الأسماك في مياه أبرد تحت الطبقة الحرارية (thermocline). وفي بحيرة سوبيريور، يمكن للبربوط أن يعيش على عمق 300 متر. وكما هو الحال مع الأسماك القاعية (benthic fish)، يمكن لأسماك البربوط أن تتحمل مجموعة من أنواع طبقات البحر السفلية التي تحتوي على الطين والرمل والحصى والجلمود والوحل والحصب من أجل الغذاء. حيث تقوم الأسماك الكبيرة منها ببناء حفر واسعة كملجأ على مدار اليوم. تمامًا مثل سمكة الغسقية، تعتبر سمكة البربوط صياد ماهر أثناء الليل. تتزايد تجمعات أسماك البربوط في شهور فصل الشتاء، وتقوم بالهجرة نحو سلسلة الصخور القريبة من الشاطئ وتتجمع بأعداد كبيرة للتكاثر، حيث تفضل أن تكون أرض التي يتم وضع البيض فيها رملية أو حصوية.

### تاريخ الحياة
يصل البربوط إلى النمو الجنسي في العمر ما بين 4 و7 سنوات. كما يبدأ موسم التكاثر بين شهري ديسمبر ومارس، ويتم في الغالب تحت الثلج في درجات حرارة منخفضة للغاية تتروح بين 1 و4 درجة مئوية. وعلى الرغم من قصر موسم التكاثر نسبيًا حيث يستمر من اثنين إلى ثلاثة أسابيع، إلا أن البربوط سيتكاثر عدة مرات، لكن ليس كل عام.
تمامًا مثل إناث الأسماك التي تنثر البيض، فإنه لا يوجد للبربوط موقع محدد، سوى أنه يقوم بوضع البيض والمني في عمود المياه لينجرف ومن ثمّ يستقر. عند التكاثر، يتجمع العديد من ذكور البربوط حول واحدة أو اثنين من الإناث، حيث يشكلون حلقة للتكاثر. بالتلوي في المياه المفتوحة، يطلق الذكور والإناث البيض والمني في نفس الوقت. كما ستستمر فترة حضانة البيض من 30 إلى 124 يومًا، وذلك يتوقف على درجات حرارة المياه. وستتراكم البيضات المخصبة حتى تستقر في الشقوق والحفر في الطبقة السفلية لقاع المياه.
ووفقًا لحجم الجسم، يتراوح معدل خصوبة إناث البربوط من 63.000 إلى 3.477.699 بيضة في كل دفعة. كما يرتبط معدل النمو وطول العمر والنمو الجنسي لسمك البربوط بدرجة الحرارة بشكل كبير: وتجدر الإشارة إلى أن البربوط الكبير والضخم ينتج بيضًا أكثر مما ينتجه البربوط الصغير وحديث السن. يتميز البيض بأنه مستديرٌ وبه كرة كبيرة من الزيت، تقريبًا 1 مم كحجم للقطر وذات نطاق احتضان مثالي يتراوح بين 1 إلى 7 درجة مئوية.
وتسمى يرقة البربوط التي فقست حديثًا باسم أوقيانوسي (pelagic)، كما يتم دفعها ببطيء في المياه المفتوحة. كما أن الأماكن التي تبلغ فيها درجات الحرارة 12 درجة مئوية يُعرف عنها عدم تحمل يرقة البربوط. وبحلول الليل، تنشط اليافعات، حيث تتخذ ملجأ أثناء النهار تحت الصخور و
الحطامات الأخرى. نظرًا لأن البربوط ينمو سريعًا في السنة الأولى، فإن طوله يتراوح من 11 حتى 12سم كطول إجمالي في أواخر فصل الخريف. أما في السنة الثانية من عمره، سينمو البربوط بمعدل 10 سم أخرى.
كما ينتقل البربوط من العيش في الأماكن الأوقيانوسية إلى بيئات أفضل في قاع البحار ببلوغه سن 5 سنوات. يصل متوسط طول البربوط إلى حوالي 40 سم تقريبًا عند مرحلة النضج مع انخفاض ازدواج الشكل الجنسي. كما يتراوح أقصى طول للبربوط من 30 إلى 60 سم ويزن ما بين 1 و3 كيلو جرام.

### النظام الغذائي
في طور اليرقة، يبدأ البربوط البالغ من العمر 4 شهور في التغذية الخارجية، حيث يلتهم الأكل عن طريق الفم ويقوم بعملية الهضم من خلال الأمعاء. كما يتغذى البربوط في طور اليرقة واليافع على اللافقاريات وفقًا للحجم: أقل من 1 سم، سيتغذى البربوط على مجدافيات الأرجل (copepods) وكلادوسيران (cladocerans) وما فوق 1 و2 سم من عوالق حيوانية (zooplankton) وأمفيبود (amphipods). عند البلوغ، يتحول البربوط إلى مقتات على الأسماك (piscivores)، حيث يتغذى على الجلكي‌ (lamprey) و(Freshwater whitefish) السمك الأبيض (whitefish) والتيمالوس (grayling) وسمك الكراكي (northern pike) والمصاصة (Catostomidae suckers) وأبو شوكة وسمك السلمون والسمك النهري. وفي أوقات معينة، يأكل البربوط أيضًا الحشرات واللافقاريات الأخرى ويعرف أيضًا بتغذيته على الضفادع والثعابين والطيور. كما ترتبط أيضًا التغذية الكبيرة على ميول هذه الأسماك لجذب الفريسة، حيث تجعلها سهلة الاصطياد.

## الأهمية التجارية
البربوط سمك يصلح للأكل. ففي فيلادنا (Finland)، يعتبر بيض البربوط طعامًا قديمًا مثل الكافيار. تقام مسابقة صيد بالرمح سنوية بالقرب من «روبلين» و«مانيتوبا» و«كندا». وتتضمن المظاهر التي تقام في هذا اليوم قلي السمك حيث يُقدم السمك الذي تم اصطياده في هذا اليوم مقليًا بشكلٍ جيد. وعند الطبخ، يشبه طعم البربوط السلطعون الأمريكي (American lobster)، حيث يطلق عليه لقب البربوط «سلطعون الرجل الفقير».
وفي العشرينيات، كان يستخدم الصيدلي مينيسوتا (Theodore H. Rowell) ثيودر "تيد" إتش. رؤيل" (Theodore H. Rowell) ووالده، جوزيف روؤيل، وهو صياد تجاري في بحيرة بريتون البربوط كغذاء للثعالب على مزرعة الثعالب الزرقاء لجو. حيث اكتشفوا أن البربوط يحتوي على شيء ما أدى إلى تحسين جودة فرو الثعالب؛ هذا ما أكده مشترو الفرو الذين علقوا قائلين أن هذا الفرو يفوق أنواع الفرو الأخرى التي كانوا يرونها. وقد اكتشف «تيد رويل» مادة ما في البربوط، حيث قام باستخلاص بعض الزيوت وعزلها للفحص. حيث تُظهر نتيجة الفحص أن كبد البربوط يحتوي على الفاعلية الموجودة في فيتامين D بمعدل يتراوح من 3 إلى 4 مرات وفي فيتامين A من 4 إلى 10 مرات أكبر من «الدرجات الجيدة» لزيت كبد سمك القد. كما يتنوع محتوى الفيتامين في البربوط من بحيرة إلى بحيرة، في الأماكن التي تتنوع فيها النظام الغذائي. وبالإضافة إلى ذلك، يشكل كبد البربوط 10% من الوزن الإجمالي للسمك تقريبًا، كما يفوق حجم كبدها حجم كبد أسماك المياه العذبة بمعدل ست مرات بمقارنة أحجامها. وقد اكتشف «تيد» أيضًا في هذا البحث أن الزيت أقل لزوجة، حيث يتميز بسرعة الهضم والامتصاص بالمقارنة بالزيوت المستخلصة من كبد الأسماك الأخرى. وواصل «تيد» بحثه حيث اكتشف «شركة منتجات كبد البربوط» والتي أصبحت تسمى شركة مختبرات رويل، التابعة لـ باوديتي (Baudette) ومينيسوتا (Minnesota) وتعتبر اليوم فرعًا سولفاي للأدوية الواقعة في بروكسل، بلجيكا.
وقد بحثت إيفلين سي استخدام كبد سمك البربوط الذي يعيش في المياه العذبة الخاصة بالسمك القوي بفيتامين A وD حيث بدأت أثناء فترة الكساد الكبير (Great Depression) (1929) عن طريق عرض زيت البربوط مجانًا على الفقراء وتمت تنميته للمتاجرة بالزيت حتى عرض أدوات الإنتاج على «شركة أسماك روويل» Rowell Fish Company في 1940.

## الصيد بالصنارة

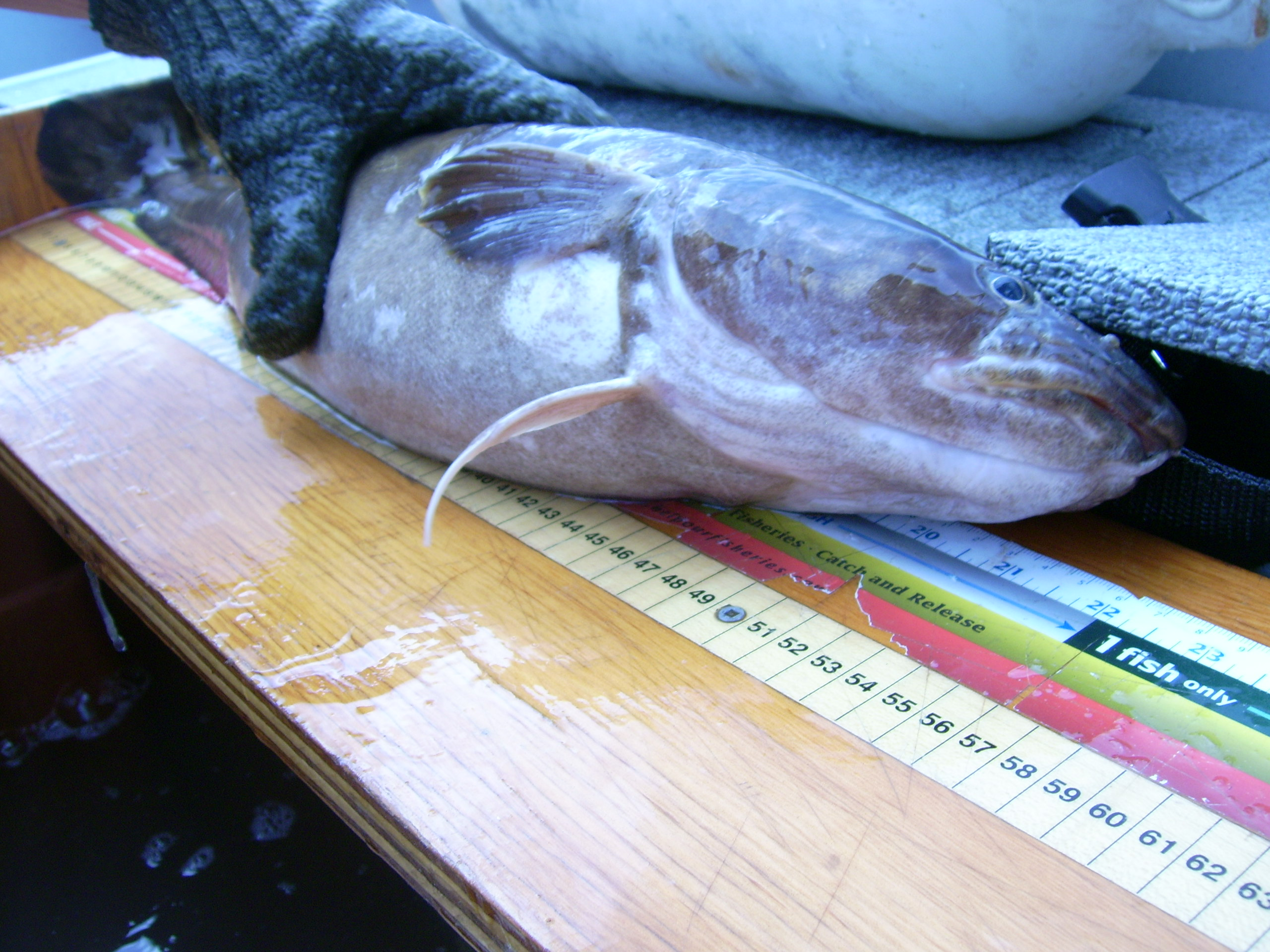
خليج باتشوانا، بحيرة سوبيريور

يُقر الاتحاد الدولي للعبة صيد الأسماك (IGFA) الرقم القياسي العالمي الذي يضم البربوط الذي تم اصطياده في بحيرة ديفينباكار (Lake Diefenbaker)، كندا على يد سيان كونراد في 27 مارس، 2010. حيث تزن السمكة.25 pounds 2 ounces (11.4 كغم).
ويعتبر سمك البربوط من النوع المفترس (predator) والتي تهاجم أحيانًا الأسماك الأخرى التي لها نفس الحجم والتي تعتبر سمكة عنيفة في المياه حيث لا تنتمي لموطنها. وقد اهتمت الاكتشافات الأخيرة للبربوط في النهر الأخضر (Green River) في حوض فلامينج جورج (Flaming Gorge Reservoir) في يوتا (Utah) بأحيائيات الحياة البرية التي يمكن للبربوط أن يقضي على تجمعات الأسماك فيما يعرف بواحدة بأكبر عمليات صيد بروان تروات (Brown Trout)، لأنها تتغذى على بيض الأسماك الأخرى في البحير مثل السلمون الأحمر (Sockeye salmon). وقد وضع قسم يوتا للأسماك والصيد قانون «رقم الإصدار» «الصيد والقتل» الخاص بالبربوط في الممرات المائية بيوتا.
كما تعقد مدينة والكر، مينيسوتا (Walker, Minnesota)، مهرجان بوت الإنكليس العالمي كل شتاء في بحيرة ليتش (Leech Lake). وقد تلقى هذا المهرجان اهتمامًا وطنيًا في 4 مارس، 2011 عندما قام أحد المراسلين في عرض الليلة مع جاي لينو بتغطية الحدث.

## حالة الحفظ
من الصعب دراسة تجمعات البربوط، نتيجة للعيش في أماكن عميقة والتكاثر تحت الثلج. وعلى الرغم من أن توزيع البربوط عالمي ومنتشر وفي تزايد، إلا أن العديد من التجمعات تعرضت لخطر التهديد أو الانقراض. ونظرًا لأن البربوط غير شائع في عملية الصيد التجاري، فإن العديد من المناطق لا تفكر حتى في وضع خطط الإدارة. ويبدو أن التلوث وتغيير الموطن مثل بناء السدود النهرية من الأسباب الرئيسية الخاصة بتجمعات البربوط التي تعيش في المجاري النهرية، في حين أن التلوث والآثار الضارة للأنواع الغازية لهما تأثير أكبر على التجمعات البحيريه. لا تحظى عملية إدارة صيد البربوط بأولوية كبيرة، لدرجة أنها لا توجد في بعض المناطق.

## وصلات خارجية
- (بالfr+en) مرجع نظام المعلومات التصنيفية المتكامل (ITIS) : TSN {{{1}}}
- المؤلفان راينر فرويز ودانيال باولي (2006). "Lota lota" في قاعدة الأسماك. نسخة أبريل 2006.
- Experts to discuss reintroduction of Burbot to UK, Matt Clarke, Practical Fishkeeping magazine
- Lota lota Burbot